# Озеро Переваги
Озеро Переваги (лат. Lacus Excellentiae) — відносно невелике місячне море, розташоване на південь від крупнішого Моря Вологості. Селенографічні координати об'єкта — 35°24′ пд. ш. 44°00′ зх. д. / 35.4° пд. ш. 44.0° зх. д., діаметр 184 км. Назву за об'єктом офіційно закріплено Міжнародним Астрономічним Союзом в 1976 році. 
Найбільш помітний об'єкт всередині озера — це маленький кратер Клаузіус.
Озеро Переваги послужило останнім притулком для першої європейської автоматичної станції «Смарт-1». 3 вересня 2006 р. після завершення своєї місії апарат був зведений з орбіти і зруйнувався при ударі об місячну поверхню.